# Republiken Lettlands proklamationsdag

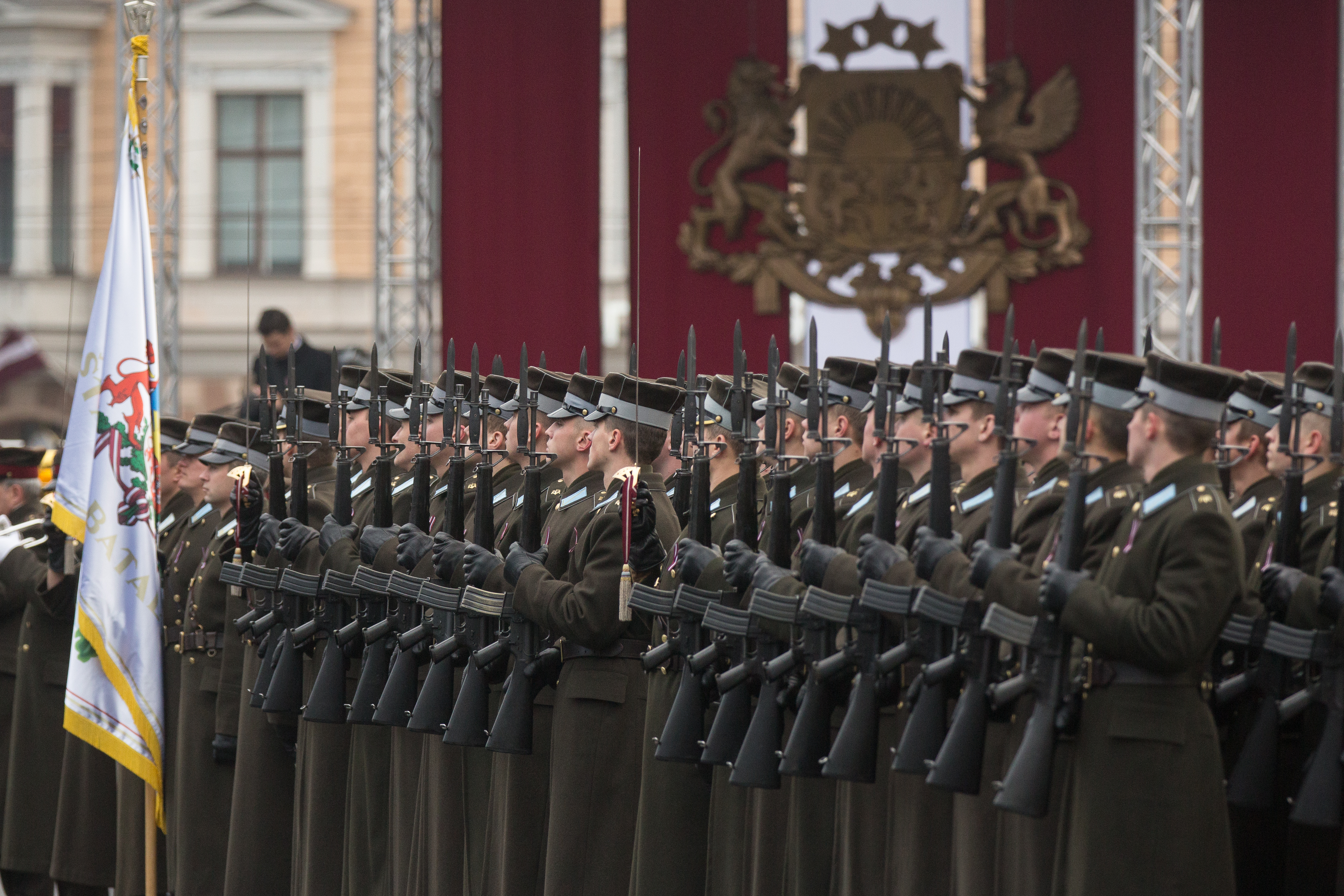
Soldater vid en blomsterläggningsceremoni vid Frihetsmonumentet i Riga den 18 november 2016.

Republiken Lettlands proklamationsdag firas årligen den 18 november till minne av instiftandet av Lettlands självständighetsförklaring år 1918.